# Eric Kwamina Otoo
Eric Kwamina Otoo fue un diplomático ghanés.
- En 1958 entró al servicio del exterior de República de Ghana recién independiente .
- De 1964 a 1966 fue director del departamento detalle presidencial.
- De 1966 a 1971 fue primer secretario de Ministerio de Asuntos Exteriores.
- Su carrera diplomática se extendería por más de treinta años y se incluye asignaciones a Liberia, las Naciones Unidas, Kenia, Botsuana y Lesoto.
- De 1972 a 1974 fue embajador en Bonn.
- En 1975 fue primer secretario en el ministerio de comercio y turismo.
- Del 9 de diciembre de 1982 /17 de marzo de 1983 al  17 de diciembre de 1990 fue embajador en Washington D. C. con coacreditación en México, las Islas Vírgenes, Belice y San Cristóbal y Nieves.[2]